# Ioan Ienea
Ioan Ienea (n. 24 februarie 1879, Lugoj, județul Timiș – d. 3 august 1954, Lugoj, județul Timiș) a fost un deputat în Marea Adunare Națională de la Alba Iulia, organismul legislativ reprezentativ al „tuturor românilor din Transilvania, Banat și Țara Ungurească”, cel care a adoptat hotărârea privind Unirea Transilvaniei cu România, la 1 decembrie 1918 :p. 209.

## Biografie
S-a născut într-o familie de fruntași meseriași, părinții săi fiind Iosif și Lucreția Ienea. După terminarea liceului în Lugoj în 1900, beneficiind de stipendii acordate din fondul Episcopiei Greco-Catolice, face Teologia la Blaj până în 1904 și Pedagogia la Budapesta, până în 1905. A fost numit învățător confesional român și conducător al corului Catedralei din Lugoj, în care cântase și el încă din clasele primare, și al Societății Corale Lira, unde funcționează până în 1914. A fost, de asemenea, o prezență activă în cadrul Reuniunii Învățătorilor Români Uniți din Ținutul Lugojului ca notar, vicepreședinte și delegat la examenele de sfârșit de an școlar, implicându-se, de asemenea, ca bibliotecar în activitățile Casinei Române din oraș .
A fost hirotonit și confirmat ca preot printr-un decret semnat de episcopul greco-catolic al Lugojului, Vasile Hossu, în care îi erau evidențiate calitățile și recunoscute meritele. În calitate de preot în protopopiatul Lugojului, a participat, în 1906, la expoziția de la București organizată pentru aniversarea a 40 de ani de domnie ai regelui Carol I, împreună cu un numeros grup de intelectuali bănățeni greco-catolici, condus de canonicul Ioan Boroș . În 1914 este numit paroh și protopop în Orăștie. Împreună cu protopopul ortodox Vasile Domșa a prezidat în noiembrie 1918 prima mare adunare publică politică și națională a românilor din Orăștie :pp. 147-148.
În 1908, cu prilejul pelerinajului făcut la Roma de reprezentanții bisericii greco-catolice lugojene, la jubileul celor cincizeci de ani de preoție a papei Pius al X-lea, Ioan Ienea a dirijat, sub cupola bazilicii San Pietro, Liturghia lui Gavriil Musicescu, în interpretarea corului colegiului „De Propaganda Fide”, unde urmau cursurile mai mulți seminariști români. Era prima liturghie românească auzită în vestita biserică și interpretată în prezența Sanctității Sale. În 1911 a fost prezent la Blaj, la serbările jubiliare prilejuite de cei 50 de ani de la înființarea ASTREI .
Tot la nivelul activității ale în domeniul muzicii, Ioan Ienea s-a remarcat prin înființarea mai multor coruri și societăți corale; printre acestea, merită a fi menționat corul mixt Unirea de la Orăștie, ale cărui baze au fost puse în anul 1922. Ioan Ienea a fost dirijorul acestui cor până în anul 1933, când este numit în oficiul canonic al Lugojului, locul său fiind luat de Valeriu Bora. A fost și unul dintre dirijorii Corului Reuniunii Meseriașilor din Orăștie, menționat în acest post de către presa locală în anul 1923, când a susținut diverse concerte în care a prezentat prelucrări folclorice, organizând și grupul de colindători al reuniunii. Tot Ioan Ienea a fost cel care a susținut, începând cu anul 1922, constituirea unui cor care să corespundă necesităților comunității greco-catolice din Orăștie, cor care a funcționat până în 1948 sub numele de Gloria .
La 24 aprilie 1919 Consiliul Dirigent Român din Sibiu îl numește profesor provizor de limba română pentru elevii români de la Liceul reformat Kun din Orăștie. După deschiderea Liceului românesc "Aurel Vlaicu" din Orăștie este numit ca profesor auxiliar de istorie și geografie în cadrul acestuia, funcționând în această funcție timp de trei ani :p. 148.
La 1 iunie 1934 episcopul Dr. Alexandru Nicolescu îl numește canonic la Lugoj, unde funcționează până la 1 iulie 1942, când se pensionează :p. 148.
Preotul Ioan Ienea a prețuit, de asemenea, istoria. Din anul 1933 s-au păstrat câteva însemnări ale sale după două vizite de documentare la cetățile dacice de la Costești și Grădiștea Muncelului, prima împreună cu episcopul Lugojului, iar cea de-a doua, cu canonicul Auguste Leman, doctor în teologie și litere, profesor la Universitatea Catolică din Lille și un profesor universitar din Paris, personalități istorice interesate de valoarea istorică a vestigiilor din Munții Orăștiei. Reîntors la Lugoj în funcția de canonic al episcopiei, a fost ales delegat al Capitului arhiepiscopal din oraș la alegerea episcopului de Lugoj, Alexandru Nicolescu, în scaunul mitropolitan de la Blaj .

## Activitatea politică

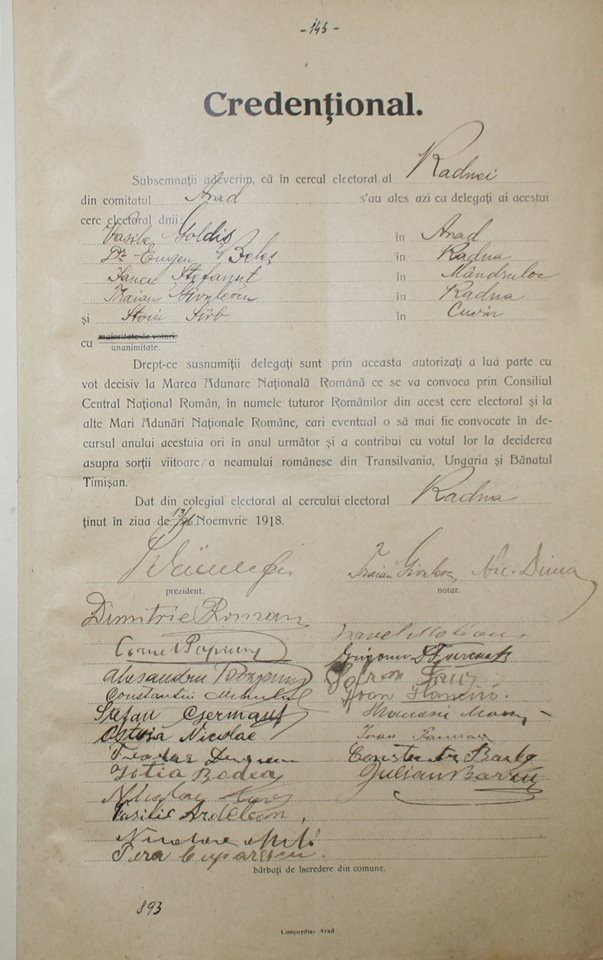
Credențional

Ca deputat în Adunarea Națională din 1 decembrie 1918 a fost delegat al Protopopiatului Greco-Catolic din Orăștie, luând parte la dezbaterile purtate în sala din „Cetate” sub prezidiul lui Gheorghe Pop de Băsești :p. 148.	
Crescut din tinerețe sub influența politică a lui Coriolan Brediceanu, a fost un membru activ al Partidului Național Român din Orăștie, ajungând chiar președinte al organizației locale. La 15 decembrie 1928 a fost ales și senator pentru județului Hunedoara din partea Partidului Național Țărănesc .

## Recunoașteri
Pentru meritele sale a primit mai multe distincții printre care Medalia „Răsplata Muncii pentru Biserică”, clasa I în anul 1923. Din 1928 este membru al Ordinului „Steaua României”, în gradul de ofițer :p. 148.